# Charismatiker
Das Wort Charismatiker wird abgeleitet von Charisma, griechisch χάρισμα (deutsch: Gnadengabe), und hat seinen Ursprung in der christlichen Pneumatologie. 
Der Begriff wird in verschiedenen Zusammenhängen mit unterschiedlichen Bedeutungen verwendet.
Zum einen ist er die soziologische Bezeichnung für einen besonders begabten Menschen, oft mit fesselnder Ausstrahlung und großem Einfluss, u. a. im politischen Bereich der von Max Weber beschriebenen charismatischen Herrschaft.
Der Begriff des Charismatikers bezeichnet auch Christen der Charismatischen Bewegung. Diese sind davon überzeugt, dass Christen auch heute noch mit den Gaben des Heiligen Geistes ausgestattet werden können.

## Charisma in der Politik
Franz Walter porträtierte 2009 in einem Buch große Charismatiker der bundesdeutschen Geschichte – Konrad Adenauer, Willy Brandt, Franz Josef Strauß, Helmut Kohl, Joschka Fischer, Oskar Lafontaine – und verglich sie mit ihren „effizienten“ Untergebenen Hans Globke, Horst Ehmke, Edmund Stoiber, Rudolf Seiters usw. Walter resümiert, was heute Political Leadership ausmache. Einige der Eigenschaften, die er nennt, können als Bestandteile von Charisma gesehen werden: politischer Instinkt, Machtbewusstsein, Authentizität, Visionen, Fortune und Führungsqualitäten.